# Даниловка (Судогодский район)
Даниловка — деревня в Судогодском районе Владимирской области России, входит в состав Лавровского сельского поселения.

## География
Деревня расположена в 21 км на север от центра поселения деревни Лаврово и в 25 км на север от райцентра города Судогда близ южного обхода Владимира на трассе М-7 «Волга».

## История
По спискам населённых мест Владимирской губернии 1859 года в Даниловке числилось 60 дворов. В 1896 году в деревне имелась земская народная школа. По данным 1905 года в Даниловке значилось 118 дворов. 
В конце XIX — начале XX века деревня входила в состав Даниловской волости Судогодского уезда.
С 1929 года деревня являлась центром Даниловского сельсовета Судогодского района, позднее — с составе Чамеревского сельсовета.

## Население
| 1859 | 1897 | 1905 | 1926 |
| ---- | ---- | ---- | ---- |
| 508  | 632  | 727  | 656  |

| 1859 | 1897 | 1905 | 1926 | 2002 | 2010 | 2021 |
| ---- | ---- | ---- | ---- | ---- | ---- | ---- |
| 508  | ↗632 | ↗727 | ↘656 | ↘6   | ↘1   | ↗31  |